# Neeli Cherkovski
Neeli Cherkovski, né le 1er juillet 1945 à Santa Monica, Californie et mort le 19 mars 2024 à San Francisco, est un poète américain de San Francisco. Il a écrit des biographies de Lawrence Ferlinghetti et de son ami Charles Bukowski, avec lequel il a édité le magazine Laugh Literary and Man the Humping Guns. C'est aussi un proche du poète américain Bob Kaufman.

## Œuvres
- Don't Make a Move (Tecumseh Press, 1974)
- The Waters Reborn (Red Hill Press, 1975)
- Public Notice (Beatitude, 1975)
- Ferlinghetti, a biography (DoubleDay, 1979)
- Love Proof (Green Light Press, 1980)
- Juggler Within (Harwood Alley Monographs, 1983)
- Clear Wind (Avant Books, 1984)
- Whitman's Wild Children (Lapis Press, 1989)
- Hank: The Life of Charles Bukowski (Random House, 1991)
- Animal (Pantograph Press, 1996)
- Elegy for Bob Kaufman (Sun Dog Press, 1996)
- Leaning Against Time (R.L. Crow Publications, 2004)
- Naming the Nameless (Sore Dove Press, 2004)
- From the Canyon Outward (R.L. Crow Publications, 2009)